# Guerrino Riccardo Brusati
Guerrino Riccardo Brusati (ur. 11 kwietnia 1945 w Bellinzago Novarese, zm. 14 maja 2023 w Novarze) – włoski duchowny rzymskokatolicki pracujący w Brazylii, w latach 2015–2019 biskup Janaúba.

## Życiorys
Święcenia kapłańskie otrzymał 23 czerwca 1973 i został inkardynowany do diecezji Novara. Pracował jako wikariusz w Cámeri i Aronie. Pod koniec 1982 wyjechał do Brazylii i rozpoczął pracę w diecezji Paulo Afonso. Pełnił w niej funkcje m.in. kanclerza kurii i administratora diecezjalnego.
13 listopada 2002 otrzymał nominację na biskupa Caetité. Sakry biskupiej udzielił mu 8 lutego 2003 ówczesny arcybiskup Botucatu, Aloysio José Leal Penna.
27 maja 2015 został mianowany biskupem Janaúby, zaś ingres odbył 1 sierpnia 2015. 12 czerwca 2019 przeszedł na emeryturę.